# 조선 과학수사대 별순검
《조선 과학수사대 별순검》은 구한 말 개화기에 순검청이 폐지되고 신설된 경무청 소속 특별수사팀 별순검을 배경으로 한 추리사극 드라마이다.

## 역사
MBC에서 2005년 9월 18일 추석 특집으로 방영된 이후 좋은 반응으로 인해 2005년 10월 29일부터 《추리다큐 별순검》이라는 제목으로 정규 편성되었다. 하지만 전통적으로 버라이티쇼나 예능 프로그램이 강세를 보이는 토요일 프라임 시간대에 다큐를 가미한 드라마 형식으로 된 프로그램을 편성한 이유에서인지 시청률 부진을 면치 못하자 2005년 11월 26일에 막을 내렸다. 하지만 다음 해인 2006년 1월 28일부터 2006년 1월 29일까지 설 특집으로 다시 방영되었다.
이후 이 드라마의 조기 종영을 아쉬워하는 시청자의 요청으로 MBC 드라마넷에서 2007년 《조선 과학수사대 별순검 시즌 1》과 2008년 《조선 과학수사대 별순검 시즌 2》, 2010년 《조선 과학수사대 별순검 시즌 3》이 방영되었다.
범죄수사에 부검을 도입하면서 ‘한국판 CSI’라고 불리기도 하였다.
그리고 2019년 개국한 MBC ON에서 다시 방송 중이다. 한 때에는 부산문화방송 등 일부 지역 MBC 방송국의 자체 편성으로도 이용된 바 있었다.

## 방송 개요
| 방송 채널    | 제목                         | 방송 기간                           | 횟수   | 참고      |
| ------------ | ---------------------------- | ----------------------------------- | ------ | --------- |
| MBC TV       | 추리다큐 별순검              | 2005년 9월 18일                     | 1부작  | 추석 특집 |
| MBC TV       | 추리다큐 별순검              | 2005년 10월 29일 ~ 2005년 11월 26일 | 5부작  | 정규      |
| MBC TV       | 추리다큐 별순검              | 2006년 1월 28일 ~ 2006년 1월 29일   | 2부작  | 설 특집   |
| MBC 드라마넷 | 조선과학수사대 별순검 시즌 1 | 2007년 10월 13일 ~ 2007년 12월 29일 | 20부작 |           |
| MBC 드라마넷 | 조선과학수사대 별순검 시즌 1 | 2008년 2월 9일                      | 2부작  | 설 특집   |
| MBC 드라마넷 | 조선과학수사대 별순검 시즌 2 | 2008년 10월 4일 ~ 2008년 12월 6일   | 20부작 |           |
| MBC 드라마넷 | 조선과학수사대 별순검 시즌 3 | 2010년 9월 4일 ~ 2010년 11월 13일   | 20부작 |           |

## 작품 리스트

### 추리다큐 별순검
《추리다큐 별순검》은 MBC에서 2005년 9월 18일 추석 특집으로 파일럿 시즌(Pilot Season)으로 방송 된 후 같은 해 10월 29일 정규 편성되어 방영하였으나 시청률 저조로 인해 11월 26일 단 5회만에 조기 종영되었다. 이후 2006년 1월 28일부터 29일 설 특집으로 막을 내렸다.

### 별순검 시즌 1
《조선과학수사대 별순검 시즌 1》은 종영을 아쉬워한 많은 시청자들의 요청으로 인해 다시 계획되었다. 이례적으로 공개 오디션을 통해 배우를 모집하면서 유명해졌다. 또한 파일럿 시즌이 지상파에서 방송된 것과는 달리 케이블 방송인 MBC 드라마넷와 MBC 에브리원에서 방영되었다.
20부작으로 새롭게 구성된 별순검은 초기와는 달리 케이블에서는 최초 시청률인 4%대의 시청률을 기록하였고, 2008년에는 세계 3대 권위있는 몬테카를로 TV 페스티벌에 대한민국의 드라마 최초로 미니시리즈 부문 결선까지 진출하였으며, 이것으로 류승룡, 안내상 등이 대한민국 배우 최초로 레드카펫을 밟아 사회와 사람들의 관심을 모았다.
2007년 10월 13일부터 2007년 12월 29일까지 20회가 정규 편성되었으며, 2008년 2월 9일 설 특집으로 스페셜 2회가 방영되었다.

### 별순검 시즌 2
《조선과학수사대 별순검 시즌 2》는 MBC 드라마넷에서 2008년 10월 4일부터 2008년 12월 6일까지 방영되었다. 시즌 1의 주인공들은 전격 교체되어 류승룡, 안내상, 온주완, 박효주 등이 모두 하차하고 이종혁 (진무영 역), 이청아 (한다경 역) 등이 새롭게 출연하였다. 2009년 한국방송대상 작품상을 케이블 최초로 수상하였다.

### 별순검 시즌 3
《조선과학수사대 별순검 시즌 3》은 MBC 드라마넷에서 2010년 9월 4일부터 2010년 11월 13일까지 방영되었다. 역시 주인공들이 교체되었다.

## 수상 경력
- 2008년 몬테카를로 TV 페스티벌 미니시리즈 부문 결선 진출 (시즌 1)
- 2008년 제2회 케이블TV 방송대상 금상 (시즌 2)